# Mathias Goeritz
Pour les articles homonymes, voir Goeritz.
Mathias Goeritz, né le 4 avril 1915 à Dantzig (Province de Prusse-Occidentale) et mort le 4 août 1990 à Mexico (Mexique), est un architecte, artiste peintre, écrivain et sculpteur germano-mexicain.